# 田代真一
田代 真一（たしろ まさかず、1988年6月26日 - ）は、東京都目黒区出身のプロサッカー選手。Jリーグ・SC相模原所属。ポジションはディフェンダー。

## 経歴
横浜フリューゲルス、1999年からユースの吸収により横浜F・マリノスの下部組織に小学生の時から所属していた。2006年には、U-18サッカー日本代表に選出された。同期に遠藤康、乾貴士、倉田秋、長沢駿がいる。
2006年末に横浜F・マリノスのトップチームへの昇格が発表された。同じ昇格組として、長谷川アーリアジャスールがいる。
マリノスのトップチームでは、なかなか結果を残すことができず、2011年、当時JFLのFC町田ゼルビアへ期限付き移籍した。同年町田は、J2へ昇格した。
2012年、J2に昇格した町田との期限付き移籍期間を延長したものの、チームはJFLに降格が決定。シーズン終了後にJ2 Exiting22に選出された。
2013年、横浜F・マリノスへの期限付き移籍からの復帰が発表された。同年6月に、第一子(男児)誕生を発表した。国内リーグ戦、リーグカップ、天皇杯への出場はなかったものの、7月23日に行われたプレミアリーグのマンチェスター・ユナイテッドとの親善試合にスタメンで出場した。
2014年1月6日にジェフユナイテッド市原・千葉への完全移籍が発表された。天皇杯で初めてゴールを決めた。2015年、背番号を15から3に変更して臨んだ。このシーズンの第14節ツエーゲン金沢戦でリーグ戦移籍後初先発で出場した。シーズン終了後に、契約満了により、退団することを発表した。
2016年からモンテディオ山形へ加入することを発表。7月20日、古巣のジェフユナイテッド市原・千葉戦で、Jリーグ初得点を記録した。シーズン通して、リーグ戦30試合に出場し、1得点を記録する活躍をした。
2017年よりV・ファーレン長崎に加入。副キャプテンに就任した。
2018年7月、横浜FCへ期限付き移籍し、シーズン終了後に完全移籍で加入した。加入時には、「僕自身、小学4年生の頃にお世話になったクラブが横浜フリューゲルスジュニアでした。この歴史あるクラブに、こうして戻って来られた事を嬉しく思います。」とコメント。副主将も務め、2020年12月19日に本拠地・三ツ沢公園球技場で行われた対マリノス戦では試合前の円陣で「普通の1試合じゃないよ、ダービーだよ。このチームでやっている以上マリノスには絶対に負けちゃいけないよ」と檄を飛ばし、自身も得点し13年ぶりのダービー勝利に貢献。町田への移籍の際も「幼い頃から慣れ親しんだ三ツ沢で、プロとして試合をし、ゴールを決めて、そして昇格する事も出来ました。本当に僕自身、最高の思い出が詰まった3年間となりました。」とチームへの愛情を語り、多くのサポーターに愛された存在だった。
2021年7月にFC町田ゼルビアに9年ぶりに期限付きで復帰。
2022年、大宮アルディージャに完全移籍。2022年10月31日、契約満了を発表。
2023年1月11日、いわてグルージャ盛岡へ完全移籍で加入することが発表された。
2024年からSC相模原に加入することとなった。

## 選手としての特徴
1対1に強く、粘り強いマンマークが特徴のセンターバック。冷静な読みからのパスカットにも優れる。

## 所属クラブ
- 1998年 横浜フリューゲルスジュニア
- 1999年 - 2000年 横浜F・マリノスプライマリー菅田
- 2001年 - 2003年 横浜F・マリノスジュニアユース
- 2004年 - 2006年 横浜F・マリノスユース（東海大学付属高輪台高等学校）
- 2007年 - 2013年  横浜F・マリノス
  - 2011年 - 2012年  FC町田ゼルビア（期限付き移籍）
- 2014年 - 2015年  ジェフユナイテッド市原・千葉
- 2016年  モンテディオ山形
- 2017年 - 2018年  V・ファーレン長崎
  - 2018年7月 - 同年12月  横浜FC（期限付き移籍）
- 2019年 - 2021年  横浜FC
  - 2021年7月 - 同年12月  FC町田ゼルビア（期限付き移籍）
- 2022年  大宮アルディージャ
- 2023年  いわてグルージャ盛岡
- 2024年 -  SC相模原

## 個人成績
| 国内大会個人成績 | 国内大会個人成績 | 国内大会個人成績 | 国内大会個人成績 | 国内大会個人成績 | 国内大会個人成績 | 国内大会個人成績 | 国内大会個人成績 | 国内大会個人成績 | 国内大会個人成績 | 国内大会個人成績 | 国内大会個人成績 |
| 年度             | クラブ           | 背番号           | リーグ           | リーグ戦         | リーグ戦         | リーグ杯         | リーグ杯         | オープン杯       | オープン杯       | 期間通算         | 期間通算         |
| 年度             | クラブ           | 背番号           | リーグ           | 出場             | 得点             | 出場             | 得点             | 出場             | 得点             | 出場             | 得点             |
| 日本             | 日本             | 日本             | 日本             | リーグ戦         | リーグ戦         | リーグ杯         | リーグ杯         | 天皇杯           | 天皇杯           | 期間通算         | 期間通算         |
| ---------------- | ---------------- | ---------------- | ---------------- | ---------------- | ---------------- | ---------------- | ---------------- | ---------------- | ---------------- | ---------------- | ---------------- |
| 2007             | 横浜FM           | 23               | J1               | 0                | 0                | 0                | 0                | 0                | 0                | 0                | 0                |
| 2008             | 横浜FM           | 23               | J1               | 0                | 0                | 0                | 0                | 0                | 0                | 0                | 0                |
| 2009             | 横浜FM           | 23               | J1               | 5                | 0                | 5                | 0                | 0                | 0                | 10               | 0                |
| 2010             | 横浜FM           | 23               | J1               | 0                | 0                | 0                | 0                | 1                | 0                | 1                | 0                |
| 2011             | 町田             | 5                | JFL              | 32               | 1                | -                | -                | 2                | 0                | 34               | 1                |
| 2012             | 町田             | 5                | J2               | 34               | 0                | -                | -                | 3                | 0                | 37               | 0                |
| 2013             | 横浜FM           | 23               | J1               | 0                | 0                | 0                | 0                | 0                | 0                | 0                | 0                |
| 2014             | 千葉             | 15               | J2               | 3                | 0                | -                | -                | 4                | 1                | 7                | 1                |
| 2015             | 千葉             | 3                | J2               | 12               | 0                | -                | -                | 2                | 0                | 14               | 0                |
| 2016             | 山形             | 2                | J2               | 30               | 1                | -                | -                | 3                | 0                | 33               | 1                |
| 2017             | 長崎             | 2                | J2               | 31               | 0                | -                | -                | 0                | 0                | 31               | 0                |
| 2018             | 長崎             | 2                | J1               | 0                | 0                | 4                | 0                | 1                | 0                | 5                | 0                |
| 2018             | 横浜FC           | 5                | J2               | 16               | 3                | -                | -                | -                | -                | 16               | 3                |
| 2019             | 横浜FC           | 5                | J2               | 33               | 3                | -                | -                | 0                | 0                | 33               | 3                |
| 2020             | 横浜FC           | 5                | J1               | 20               | 3                | 1                | 0                | -                | -                | 21               | 3                |
| 2021             | 横浜FC           | 5                | J1               | 10               | 1                | 2                | 0                | 1                | 0                | 13               | 1                |
| 2021             | 町田             | 35               | J2               | 0                | 0                | -                | -                | -                | -                | 0                | 0                |
| 2022             | 大宮             | 8                | J2               | 15               | 1                | -                | -                | 1                | 0                | 16               | 1                |
| 2023             | 岩手             | 5                | J3               | 32               | 1                | -                | -                | 0                | 0                | 32               | 1                |
| 2024             | 相模原           | 55               | J3               | 18               | 0                | 0                | 0                | 0                | 0                | 18               | 0                |
| 2025             | 相模原           | 5                | J3               |                  |                  |                  |                  |                  |                  |                  |                  |
| 通算             | 日本             | 日本             | J1               | 35               | 4                | 12               | 0                | 3                | 0                | 50               | 4                |
| 通算             | 日本             | 日本             | J2               | 174              | 8                | -                | -                | 13               | 1                | 187              | 9                |
| 通算             | 日本             | 日本             | J3               | 50               | 1                | 0                | 0                | 0                | 0                | 50               | 1                |
| 通算             | 日本             | 日本             | JFL              | 32               | 1                | -                | -                | 2                | 0                | 34               | 1                |
| 総通算           | 総通算           | 総通算           | 総通算           | 291              | 14               | 12               | 0                | 18               | 1                | 321              | 15               |

- 2009年5月20日 - プロ初出場（ヤマザキナビスコカップ）- vs サンフレッチェ広島（日産スタジアム）
- 2009年9月27日 - Jリーグ初出場 J1第27節 - vs 浦和レッズ（埼玉スタジアム2002）
- 2016年7月20日 - Jリーグ初得点 J2第24節 - vs ジェフユナイテッド千葉（NDソフトスタジアム山形）

その他の公式戦
- 2018年
  - J1参入プレーオフ 1試合0得点

## タイトル

### 個人タイトル
- 2012年 - J2 Exiting22

## 代表歴
- 2006年 U-18日本代表
- 2006年 U-19日本代表